# Kevin Alejandro
Kevin Alejandro (San Antonio, Texas, 1976. április 7. –) amerikai színész, filmrendező.

## Életpályája
2004-től Leslie de Jesus Alejandro házastársa. Gyermekük, Kaden Michael Alejandro 2008 februárjában született.

## Filmográfia

### Film
| Év   | Magyar cím                                             | Eredeti cím                                              | Szerep          | Magyar hang   |
| ---- | ------------------------------------------------------ | -------------------------------------------------------- | --------------- | ------------- |
| 2002 |                                                        | Purgatory Flats                                          | Owen Mecklin    |               |
| 2003 |                                                        | Graduation Night                                         | halász          |               |
| 2008 |                                                        | Creature of Darkness                                     | Emillio         |               |
| 2009 | Eszmélés                                               | Wake                                                     | Daniels nyomozó | Tokaji Csaba  |
| 2009 | A szabadság határai                                    | Crossing Over                                            | Gutierrez       |               |
| 2011 | A Pokol Kapujának legendája                            | The Legend of Hell's Gate: An American Conspiracy        | August Edwards  |               |
| 2011 | Veszett világ                                          | Red State                                                | Harry           | Szabó Máté    |
| 2011 |                                                        | Cassadaga                                                | Mike            |               |
| 2013 |                                                        | Medeas                                                   | Noah            |               |
| 2015 | Jelzőfény                                              | Safelight                                                | Skid            |               |
| 2016 |                                                        | Take Me Home (rövidfilm)                                 | filmrendező     |               |
| 2018 |                                                        | Bedtime Story (rövidfilm)                                | filmrendező     |               |
| 2020 |                                                        | The Lost Husband                                         | Danny           |               |
| 2022 | Aristotle és Dante a világmindenség titkainak nyomában | Aristotle and Dante Discover the Secrets of the Universe | Sam Quintana    | Rajkai Zoltán |

### Televízió
| Év        | Magyar cím                               | Eredeti cím                                | Szerep                          | Megjegyzések                                 |
| --------- | ---------------------------------------- | ------------------------------------------ | ------------------------------- | -------------------------------------------- |
| 2003      | Bostoni halottkémek                      | Crossing Jordan                            | Connor Marshall                 | 1 epizód                                     |
| 2003      | Las Vegas                                | Las Vegas                                  | Ray Duran                       | 1 epizód                                     |
| 2004      | Dr. Vegas – A szerencsedoki              | Dr. Vegas                                  | Raul Ortiz                      | 1 epizód                                     |
| 2004      | Bűbájos boszorkák                        | Charmed                                    | Malvock                         | 1 epizód                                     |
| 2004–2005 | Nyughatatlan fiatalok                    | The Young and the Restless                 | Dominic Hughes                  | 15 epizód                                    |
| 2005      | 24                                       | 24                                         | Kevin McCollin                  | 3 epizód                                     |
| 2005      | JAG – Becsületbeli ügyek                 | JAG                                        | Jude Dominick tizedes           | 1 epizód                                     |
| 2005      | Alias                                    | Alias                                      | Cesar Martinez                  | 1 epizód                                     |
| 2005      | CSI: New York-i helyszínelők             | CSI: New York                              | Tom Martin                      | 1 epizód                                     |
| 2005      | A küszöb                                 | Threshold                                  | Marcus                          | 1 epizód                                     |
| 2005      | A médium                                 | Medium                                     | Jason Morrow                    | 1 epizód                                     |
| 2006      | Titkos küldetés                          | E-Ring                                     | Miguel Carrera                  | 1 epizód                                     |
| 2006      | Nyomtalanul                              | Without a Trace                            | Casey Miller                    | 1 epizód                                     |
| 2006      | Hármastársak                             | Big Love                                   | Hustler                         | 1 epizód                                     |
| 2006      | CSI: Miami helyszínelők                  | CSI: Miami                                 | Carlos Santigo                  | 1 epizód                                     |
| 2006      | NCIS                                     | NCIS: Naval Criminal Investigative Service | Jaime Jones                     | 1 epizód                                     |
| 2006      |                                          | Faceless                                   | Lucas Renosa                    | tévéfilm                                     |
| 2006–2007 | Sleeper Cell – Terroristacsoport         | Sleeper Cell                               | Benito "Benny" Velasquez        | 7 epizód                                     |
| 2006–2007 | Ki ez a lány?                            | Ugly Betty                                 | Santos                          | 8 epizód                                     |
| 2007      |                                          | Drive                                      | Winston Salazar                 | 6 epizód                                     |
| 2007–2008 | Shark – Törvényszéki ragadozó            | Shark                                      | Danny Reyes                     | 16 epizód                                    |
| 2008      | Kemény motorosok                         | Sons of Anarchy                            | Esai Alvarez                    | 2 epizód                                     |
| 2008      | Minden lében négy kanál                  | Burn Notice                                | Raul                            | 1 epizód                                     |
| 2008–2009 | Nancy ül a fűben                         | Weeds                                      | Rudolpho                        | 1 epizód                                     |
| 2009      | Haláli testcsere                         | Drop Dead Diva                             | Michael Fernandez               | 1 epizód                                     |
| 2009      | Hősök                                    | Heroes                                     | Jenkins ügynök                  | 1 epizód                                     |
| 2009      | Melrose Place                            | Melrose Place                              | Anton V.                        | 1 epizód                                     |
| 2009      | Knight Rider                             | Knight Rider                               | Victor Galt                     | 1 epizód                                     |
| 2009–2011 | Terepen                                  | Southland                                  | Nate Moretta                    | 14 epizód                                    |
| 2010      | Mély vízben                              | The Deep End                               | Connor Smith                    | 1 epizód                                     |
| 2010      | A mentalista                             | The Mentalist                              | Victor Bandino                  | 1 epizód                                     |
| 2010      | Psych – Dilis detektívek                 | Psych                                      | Dane Northcutt                  | 1 epizód                                     |
| 2010      | Vásott szülők                            | Parenthood                                 | Mike                            | 3 epizód                                     |
| 2010      | Esküdt ellenségek: Különleges ügyosztály | Law & Order: Special Victims Unit          | Victor Ramos                    | 1 epizód                                     |
| 2010–12   | True Blood – Inni és élni hagyni         | True Blood                                 | Jesus Velazquez                 | 22 epizód                                    |
| 2011      | Dr. Csont                                | Bones                                      | Hercules "El Tornado" Maldonado | 1 epizód                                     |
| 2011      |                                          | Hide                                       | Bobby Dodge nyomozó             | tévéfilm                                     |
| 2012      | Piszkos csapat                           | Breakout Kings                             | Benny Cruz                      | 1 epizód                                     |
| 2012      |                                          | GCB                                        | Danny                           | 1 epizód                                     |
| 2013      | Mintazsaru                               | Golden Boy                                 | Christian Arroyo                | 13 epizód                                    |
| 2013–2014 | A zöld íjász                             | Arrow                                      | Sebastian Blood / Blood testvér | 12 epizód                                    |
| 2015      |                                          | The Returned                               | Tommy Solano seriff             | 10 epizód                                    |
| 2015      | A Grace klinika                          | Grey's Anatomy                             | Dan Pruitt rendőrtiszt          | 3 epizód                                     |
| 2016      | A nagy fogás                             | The Catch                                  | Nathan Ashmore                  | 1 epizód                                     |
| 2016–2021 | Lucifer az Újvilágban                    | Lucifer                                    | Daniel Espinoza nyomozó         | 92 epizód rendező (3 epizód)                 |
| 2021      |                                          | Arcane                                     | Jayce (hangja)                  | 9 epizód                                     |
| 2022–     | Lángoló vidék                            | Fire Country                               | Manny Perez százados            | - főszereplő - magyar hangja: - Tokaji Csaba |